# Almunia de San Juan
Pour les articles homonymes, voir Almunia.
Almunia de San Juan est une commune d’Espagne, dans la province de Huesca, communauté autonome d'Aragon comarque de Cinca Medio.

## Jumelages

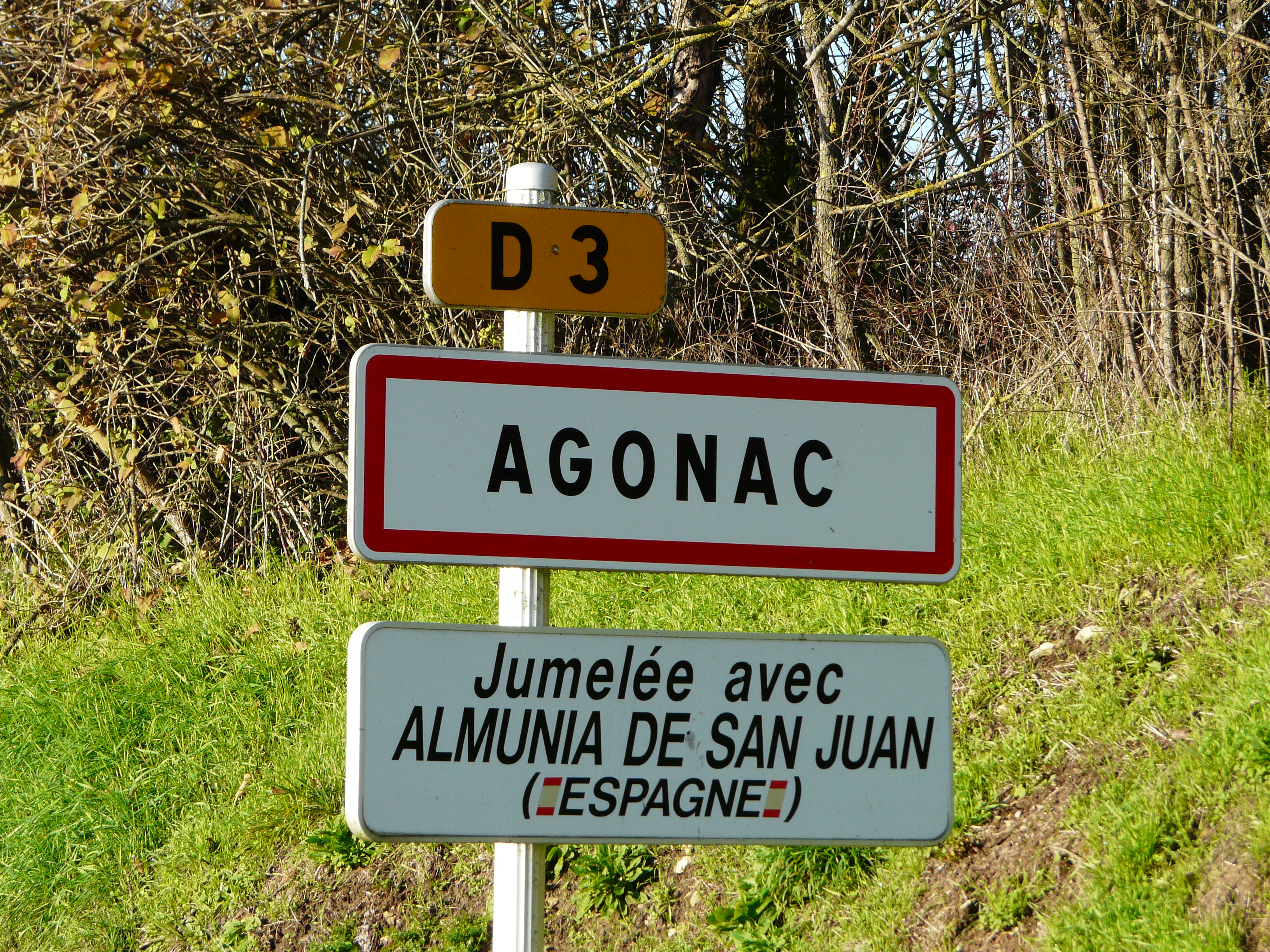
Panneau de jumelage à Agonac.

- Agonac (France) depuis 1984[1]